# پنج انگشت (کرمان)
پنج انگشت یک منطقهٔ مسکونی در ایران است که در بخش جازموریان واقع شده‌است. پنج انگشت ۶۶ نفر جمعیت دارد.